# Формост
Формост (англ. Foremost) — село в Канаді, у провінції Альберта, у складі муніципального району Фоті-Майл № 8.

## Населення
За даними перепису 2016 року, село нараховувало 541 особу, показавши зростання на 2,9%, порівняно з 2011-м роком. Середня густина населення становила 250,3 осіб/км².
З офіційних мов обидвома одночасно володіли 5 жителів, тільки англійською — 530, а 5 — жодною з них. Усього 70 осіб вважали рідною мовою не одну з офіційних.
Працездатне населення становило 305 осіб (64,9% усього населення), рівень безробіття — 6,6% (10,8% серед чоловіків та 0% серед жінок). 82% осіб були найманими працівниками, а 18% — самозайнятими.
Середній дохід на особу становив $69 507 (медіана $44 096), при цьому для чоловіків — $76 823, а для жінок $59 740 (медіани — $60 608 та $29 824 відповідно).
38,3% мешканців мали закінчену шкільну освіту, не мали закінченої шкільної освіти — 16%, 44,7% мали післяшкільну освіту, з яких 23,8% мали диплом бакалавра, або вищий.
| Статево-вікова структура населення | Статево-вікова структура населення | Статево-вікова структура населення | Статево-вікова структура населення | Статево-вікова структура населення |
| ---------------------------------- | ---------------------------------- | ---------------------------------- | ---------------------------------- | ---------------------------------- |
|                                    |                                    |                                    |                                    |                                    |
| Всього                             | Всього                             | 50,9%49,1%                         |                                    |                                    |
| 0 — 14 років                       | 0 — 14 років                       |                                    | 17,6%                              | 17,6%                              |
| 15 — 64 років                      | 15 — 64 років                      |                                    | 63%                                | 63%                                |
| 65 і більше                        | 65 і більше                        |                                    | 19,4%                              | 19,4%                              |
| 85 і більше                        | 85 і більше                        |                                    | 3,7%                               | 3,7%                               |
| Середній вік (років)               | Середній вік (років)               | 41,341,8                           | 41,6                               | 41,6                               |
| Медіана (років)                    | Медіана (років)                    | 43,245,0                           | 44,1                               | 44,1                               |
| — чоловіки — жінки                 |                                    |                                    |                                    |                                    |

| Походження мешканців:     | Походження мешканців:     | Походження мешканців: | Походження мешканців: | Походження мешканців: |
| ------------------------- | ------------------------- | --------------------- | --------------------- | --------------------- |
| Походження                |                           |                       | осіб                  | %                     |
| Корінні американці        | Корінні американці        |                       | 0                     | 0%                    |
| Інше північноамериканське | Інше північноамериканське |                       | 95                    | 18.81%                |
| Європейське               | Європейське               |                       | 485                   | 96.04%                |
| британське                | британське                |                       | 295                   | 58.42%                |
| французьке                | французьке                |                       | 25                    | 4.95%                 |
| українське                | українське                |                       | 15                    | 2.97%                 |
| Азійське                  | Азійське                  |                       | 20                    | 3.96%                 |

| Зайнятість населення за галузями (за класифікацією NOC): | Зайнятість населення за галузями (за класифікацією NOC): | Зайнятість населення за галузями (за класифікацією NOC): | Зайнятість населення за галузями (за класифікацією NOC): | Зайнятість населення за галузями (за класифікацією NOC): |
| -------------------------------------------------------- | -------------------------------------------------------- | -------------------------------------------------------- | -------------------------------------------------------- | -------------------------------------------------------- |
|                                                          |                                                          |                                                          |                                                          |                                                          |
| Управління                                               | Управління                                               |                                                          | 24,6%                                                    | 24,6%                                                    |
| Бізнес, фінанси та адміністрування                       | Бізнес, фінанси та адміністрування                       |                                                          | 3,3%                                                     | 3,3%                                                     |
| Природничі та прикладні науки                            | Природничі та прикладні науки                            |                                                          | 4,9%                                                     | 4,9%                                                     |
| Охорона здоров'я                                         | Охорона здоров'я                                         |                                                          | 4,9%                                                     | 4,9%                                                     |
| Освіта, правозахист, муніципальні та урядові служби      | Освіта, правозахист, муніципальні та урядові служби      |                                                          | 19,7%                                                    | 19,7%                                                    |
| Роздрібна торгівля та послуги                            | Роздрібна торгівля та послуги                            |                                                          | 11,5%                                                    | 11,5%                                                    |
| Гуртова торгівля, транспорт та обладнання                | Гуртова торгівля, транспорт та обладнання                |                                                          | 13,1%                                                    | 13,1%                                                    |
| Природні ресурси, сільське господарство                  | Природні ресурси, сільське господарство                  |                                                          | 13,1%                                                    | 13,1%                                                    |

## Клімат
Середня річна температура становить 5,6°C, середня максимальна – 24,9°C, а середня мінімальна – -16,6°C. Середня річна кількість опадів – 367 мм.
| Клімат поселення                              | Клімат поселення | Клімат поселення | Клімат поселення | Клімат поселення | Клімат поселення | Клімат поселення | Клімат поселення | Клімат поселення | Клімат поселення | Клімат поселення | Клімат поселення | Клімат поселення | Клімат поселення |
| Показник                                      | Січ.             | Лют.             | Бер.             | Квіт.            | Трав.            | Черв.            | Лип.             | Серп.            | Вер.             | Жовт.            | Лист.            | Груд.            |                  |
| Середній максимум, °C                         | −2,06            | 1,03             | 6,93             | 13,47            | 19,22            | 23,46            | 24,84            | 24,86            | 19,17            | 13,09            | 4,18             | −0,96            |                  |
| Середня температура, °C                       | −9,31            | −6,22            | −0,32            | 6,20             | 11,98            | 16,22            | 18,82            | 18,86            | 13,17            | 7,07             | −1,81            | −6,98            |                  |
| Середній мінімум, °C                          | −16,56           | −13,47           | −7,56            | −1,04            | 4,74             | 8,96             | 12,80            | 12,85            | 7,16             | 1,06             | −7,82            | −12,98           |                  |
| Норма опадів, мм                              | 20               | 15               | 25               | 29               | 49               | 62               | 34               | 38               | 40               | 16               | 18               | 21               |                  |
| Середньомісячна швидкість вітру, м/с          | 4.98             | 4.75             | 4.92             | 5.00             | 4.70             | 4.34             | 3.90             | 3.88             | 4.18             | 4.88             | 5.06             | 5.08             |                  |
| Середньомісячна сонячна радіація, кДж/м²·день | 4626             | 8214             | 13189            | 17356            | 21044            | 22451            | 23844            | 20386            | 14478            | 9018             | 4959             | 3693             |                  |
| --------------------------------------------- | ---------------- | ---------------- | ---------------- | ---------------- | ---------------- | ---------------- | ---------------- | ---------------- | ---------------- | ---------------- | ---------------- | ---------------- | ---------------- |
| Джерело:                                      |                  |                  |                  |                  |                  |                  |                  |                  |                  |                  |                  |                  |                  |